# Фенербахче С.К. (баскетбол)
Фенербахче С.К. (баскетбол) е турски баскетболен отбор. Основан е през 1913 г., което го прави най-старият действащ отбор в турското първенство. Тимът е 12-кратен шампион на Турция, 12-кратен носител на Купата на Турция и двукратен победител в Евролигата.